# Shada
A Shada a Ki vagy, doki? (Doctor Who) sorozat 108. része. A rész sosem kerülhetett adásba, mert nem tudták befejezni egy sztrájk miatt. De ennek ellenére kiadták 1992-ben VHS-en, Tom Baker narrációjával.
Továbbá a nyolcadik Doktorral készült a történet alapján egy audiojáték.

## Történet
A történet középpontjában az elveszett Shada kisbolygó áll, amit az Idő Lordok börtönnek építette, hogy ott tarthassák foglyul az elkapott bűnözőket, akik el akarták foglalni az univerzumot. A világegyetem feletti hatalomra törő Skagra-nak szüksége van a börtönre, hogy hátha segítséget kapna céljához, azoktól, akiket ki akar szabadítani a börtönből, de senki sem tudja, hogy hol van a börtönbolygó, kivéve egy idős Idő Lord, aki a Földön vonult vissza Cambridge-ben. Szerencsére Chronotis professzort akkor látogatja meg a Doktor.

## Epizódlista
A részeket sosem adták le.
| Epizódok sorszáma      | Hossza |
| ---------------------- | ------ |
| 1. (VHS és DVD verzió) | 24:34  |
| 2. (VHS és DVD verzió) | 17:56  |
| 3. (VHS és DVD verzió) | 17:29  |
| 4. (VHS és DVD verzió) | 17:43  |
| 5. (VHS és DVD verzió) | 14:11  |
| 6 (VHS és DVD verzió). | 17:43  |

## "Big Finish" adaptáció
2003-ban a BBC megbízásából a Big Finish Productions készítettet, egy remake audiojátékot hat epizódban. 2003 decemberében adták ki.
Először rádióban a BBC Radio 7 sugározta "omnibusz"ban (így két és fél órás lett) 2005. december 10-én.

### Az audiojáték stáblistája
- A Doktor – Paul McGann (Nyolcadik Doktor)
- Romana II – Lalla Ward
- K-9 Mk. II – John Leeson
- Skagra – Andrew Sachs
- Chronotis professzor – James Fox
- Chris Parsons – Sean Biggerstaff
- Clare Keightley – Susannah Harker
- Wilkin – Melvyn Hayes
- Dr. Caldera – Barnaby Edwards
- autós/rendőr – Stuart Crossman
- A Hajó – Hannah Gordon
- Think Tank hangja – Nicholas Pegg

## Könyvkiadás
- Douglas Adams írt egy regényt az epizód alapjai alapján, melynek címe Dirk Gently holisztikus nyomozóirodája.
- 1989-ben készült egy rajongói könyvfeldolgozás.
- 2012. március 15-én adta ki a BBC Books. Írta Gareth Roberts.
  - Magyarországon 2013. november 26-án adta ki a Gabo könyvkiadó.

## Otthoni kiadás
- VHS-en 1992-ben adták ki. A film előtt volt egy bevezető Tom Bakerrel, amiben egy Doctor Who múzeumban viszi végig a nézőket, ahol a sorozatban megjelent ellenségeget mutatja be, míg el nem ér a Karga-z. Azután Tom beszél a történetről. A hiányzó jeleneteket szintén Baker meséli el.
- DVD-n 2013. január 7-én adták ki, a More Than Thirty Years in the TARDIS (Harmincéves a Tardis) című dokumentumfilmmel, a The Legacy Collection nevű dobozban.

### Fordítás
- Ez a szócikk részben vagy egészben  a   Shada című angol Wikipédia-szócikk fordításán alapul.  Az eredeti cikk szerkesztőit annak laptörténete sorolja fel. Ez a jelzés csupán a megfogalmazás eredetét és a szerzői jogokat jelzi, nem szolgál a cikkben szereplő információk forrásmegjelöléseként.